# 酒井泰三
酒井泰三（さかいたいぞう、1959年1月16日 - ）は、日本のギタリスト、ボーカリスト、作曲家、。神奈川鎌倉市出身。桜美林大学卒業。
酒井泰三のギタースタイルは、ROCK/BLUES/FUNK/R&B/TECHNO/JAZZ/NOISE/民族音楽などの要素が混在された演奏を得意とする。

## 経歴
- 1982年　プロのギタリストとして活動を開始。Dr.Stop藤本敦夫(g) 横山雅史(g) 木村万作(dr)］に加入。シンガー古屋杏子のサポートにて「Jamjam82 」TV収録、シングル盤レコーディング・ライブに参加。
- 1983年　古澤良次郎グループ(のちのPapa-R)に参加。
- 1984年　近藤等則IMA(チベタン・ブルー・リキッド・エア・バンド よりIMAバンドにバンド名変更のはざまに参加。再結成したKONDO・IMA21IMAバンドにおいては、ファースト・アルバム大変からの、唯一のオリジナルメンバーでもある。

IMAバンドのファーストアルバムのレコーディング・メンバーはロドニー・ドラマー(dr) セシル・モンロー (b)寺前義則(g) 酒井泰三(g)、ゲストにはフリクション のレック 仙波清彦 ビル・ラズウェルBill Laswellである。
- 1985年　同バンドにて、韓国に日本のバンドとしては戦後初めて招待され、ソウルにて演奏(ソウル・ミーティング)
- 1986年　IMAバンドにてヨーロッパツアーを開始(年一慣行)。
- 1988年　IMAバンドにてオーストラリア、香港、マカオと環太平洋ツアー。
- 1994年  IMAバンド解散。
- 1993年　初ソロアルバム『EAT JUNK』をワーナーミュージックジャパンよりリリース。同年、川崎クラブチッタにてVernonReidヴァーノン・リード率いるLivingColourリヴィング・カラーのフロントアクトに抜擢。
- 1994年　*de-ga-showに参加。三枚のアルバム製作。
- 1997年　『ホスピタル/ 忌野清志郎 meets de-ga-show』製作と同アルバムのリリースツアーに参加(de-ga-show関連のアルバムは計４枚)。
- 1996年　ELECTRIC NOMADを太田恵資　佐藤研二 佐野康夫らと結成。
- 2002年　ライブアルバム『JIRO Break Amphead！/ELECTRIC NOMAD』NEXT GATEより発表。
- 2002年3月16日　自宅前で暴漢に襲われ、瀕死の重傷を負い一時活動休止に追い込まれたが、大手術の後、復活を果たす。
- 2004年　即興グルーヴユニット三三五五を結成。同年、横浜寿町フリーコンサートに出演。
- 2005年　ドラマーの芳垣安洋氏のプロジェクトにて、 ジェフ・ベック ルー・リードなどのサポート等で知られるベーシストFernand SaundersのCDアルバム『DEVOTION』に参加し、渋谷クアトロにて共演ライブ。
- 2005年　未映子 川上未映子アルバム『頭の中と世界の結婚』に参加。
- 2005年　三三五五のライヴ二枚組CDR『舞・酔』とELECTRIC NOMADの二枚目となるライヴCDR『無怒快楽』を発表。
- 2007年　エレクトリック・アコースティック・バンド　サドルレスを湊雅史 吉崎マモルらと結成。
- 2009年　ライヴアルバム『インプラグド/サドルレス』発表。
- 2010年　NO-MAD結成。嶋田吉隆(dr) 佐野康夫(dr)今堀恒雄(dr) 太田恵資(vil) ナスノミツル(b)と共にライヴ活動開始。
- 2013年　酒井泰三のイニシャル・アルバムとしては、『EATJUNK』以来、二十年振りとなる『LIVE AT SHOWBOAT 2012/NO-MAD』ジェフズミュージックより発表。
- 2014年　 *あがた森魚アルバム『浦島64』に参加。
- 2014年　橋渡し*橋本潤(b) *渡辺隆雄(tp)]1stアルバム『Double Ax』に参加。
- 2015年　橋渡しwith Friends 『LEGACY 2015』に参加。
- 2019年　近藤等則IMAが KONDO・IMA21として、25年振りの復活に参加。アルバム『SPACE CHILDREN』発表。東阪京名ツアー、フジロックに出演。
- 2019年　NO-MAD 2nd ライブアルバム『Z‐DANDA』をBandcampにて配信販売リリース。
- 2020年　NO-MAD 3rdライブアルバム『２EAST TASTE⁉︎』をBandcampにて配信販売リリース。KONDO・ IMA21『TYPHOON19』(ライブアルバム)発表。
- 2021年 ホッピー神山、本田珠也とともに即興ロックバンドBAkuRoS結成。2020年にはライブアルバム『バクロス事情』発表。

## セッションワーク（含むレコーディング）
- 山下洋輔
- 坂田明　ミトコンドリア
- 浅川マキ　コンサートツアー
- 板橋文夫
- 忌野清志郎
- あがた森魚
- リー・オスカー
- ジョン・ゾーン
- Fernando Saunders
- 一噌幸弘
- スティーブ衛藤
- 藤本敦夫
- BEAT JAZZ
- 古屋杏子
- 川上未映子
- ROIKI
- キャットニャンダフルフォーク部(竹田信吾)
- 今堀恒雄
- ナスノミツル
- 佐野康夫
- ロジャー高橋
- 荒井裕次
- 太田恵資
- 本田珠也
- ホッピー神山
- 嶋田吉隆

## 使用機材
- Fender CSMB All rosewood 1968's Stratcaster made by John English
- Freedom Custom Reserch HYDRA(Proto type model)
- Fender 62's Reissue Stratcaster
- Gibson 79's Les Paul standard
- Gibson Flyng V
- アンプは VOX AC30C2X、Marshall2203 MKⅡ Master Model 100W Lead(マイク・モーリンmod)

## 註釈
- 『LIVE AT SHOWBOAT 2012/NO-MAD』発売後の反響
- ｢レコードコレクターズ」4月号CD評にて「究極のグルーヴミュージック」
- ｢ストレンジディズ」4月号CD評「怒涛のごとき演奏は日本のシーンにおいて貴重」と評される。
- 「レコードコレクターズ｣2013年1月号特集『日本のギタリスト100人』に酒井泰三も選出。
- 2013年｢Player｣10月号のDEAR MY PARTNERSのコーナーにおいて、インタビュー記事と当時使用楽器等が掲載された。
- NO-MADの現メンバーは、酒井泰三(g vo) 今堀恒雄(g) 太田恵資(vln) 荒井佑次(b) 佐野康夫(dr) ロジャー高橋(dr)[2020年10月現在]